# 特里尼亚克
特里尼亚克（法語：Trignac，法語發音：[tʁiɲak] ⓘ）是法国大西洋卢瓦尔省的一个市镇，位于该省西部，属于圣纳泽尔区。

## 地理
特里尼亚克（47°19'5"N, 2°11'21"W）面积14.38 平方千米，位于法国卢瓦尔河地区大区大西洋卢瓦尔省，该省份为法国西北部沿海省份，位于布列塔尼半岛东南部，北起伊勒-维莱讷省，西北接莫尔比昂省，西临大西洋，南至旺代省，东临曼恩-卢瓦尔省。
与特里尼亚克接壤的市镇（或旧市镇、城区）包括：布列塔尼地区蒙图瓦尔、圣若阿基姆、圣纳泽尔。

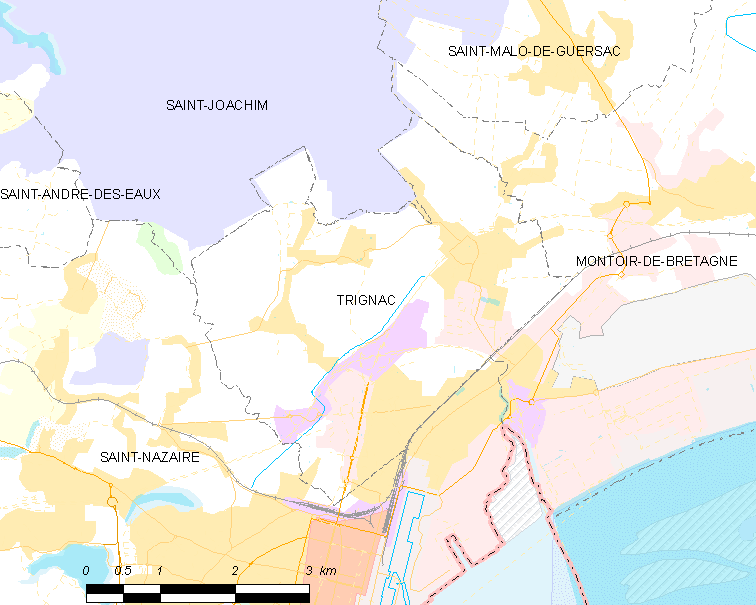
特里尼亚克的OSM定位图

特里尼亚克的时区为UTC+01:00、UTC+02:00（夏令时）。

## 行政
特里尼亚克的邮政编码为44570，INSEE市镇编码为44210。

## 政治
特里尼亚克所属的省级选区为圣纳泽尔第二县。

## 人口

1962-2008年间特里尼亚克人口变化图示

特里尼亚克于2022年1月1日时的人口数量为8234人。